# شهرستان دوبروفسکی
شهرستان دوبروفسکی (به لاتین: Dobrovsky District) یک شهرستان در روسیه است که در استان لیپتسک واقع شده‌است.